# Filippo Abbiati
Pour les articles homonymes, voir Abbiati.

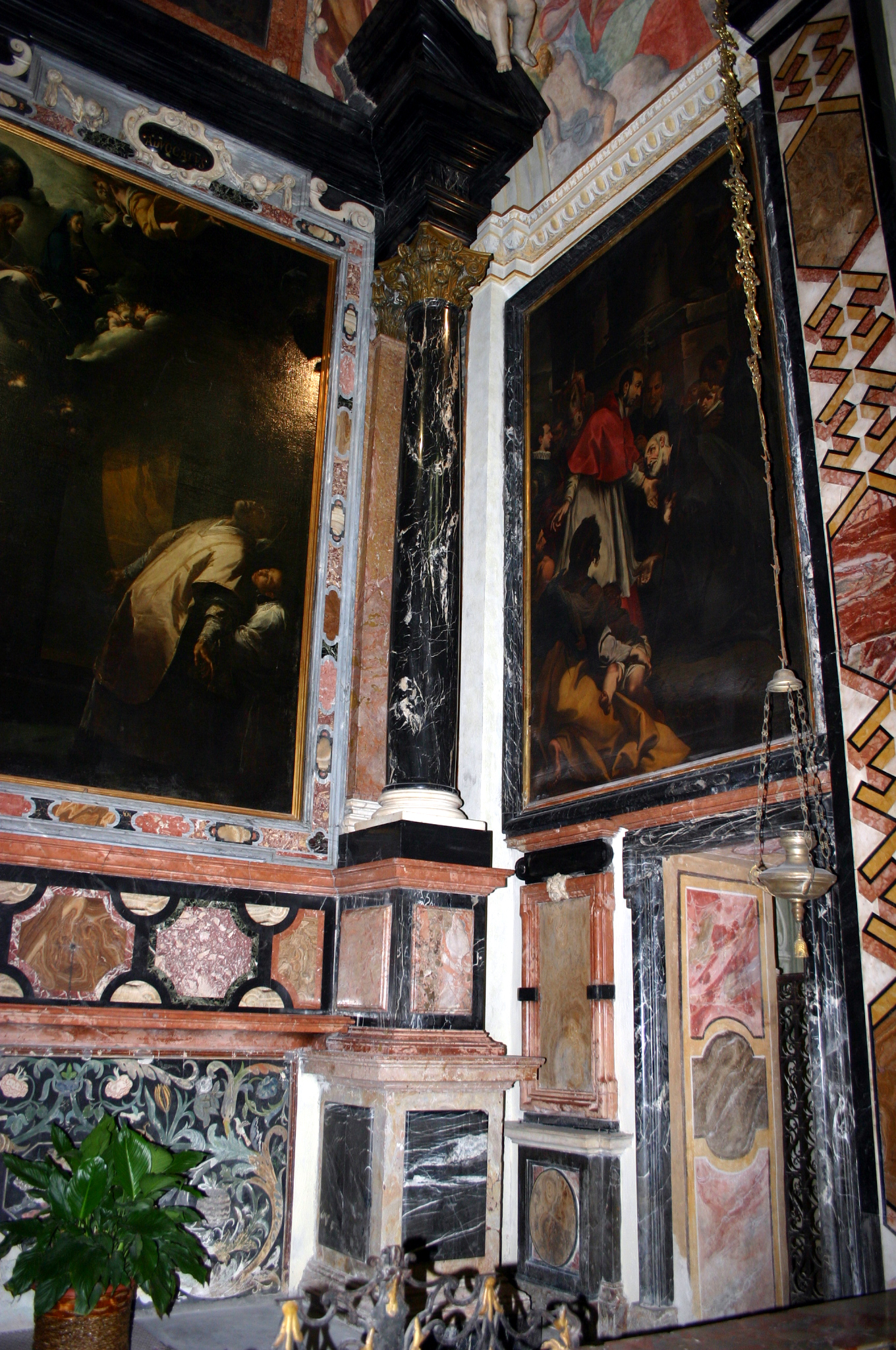
Scènes de la Vie de San Andrea Avellino, Sant'Antonio Abate, Milan

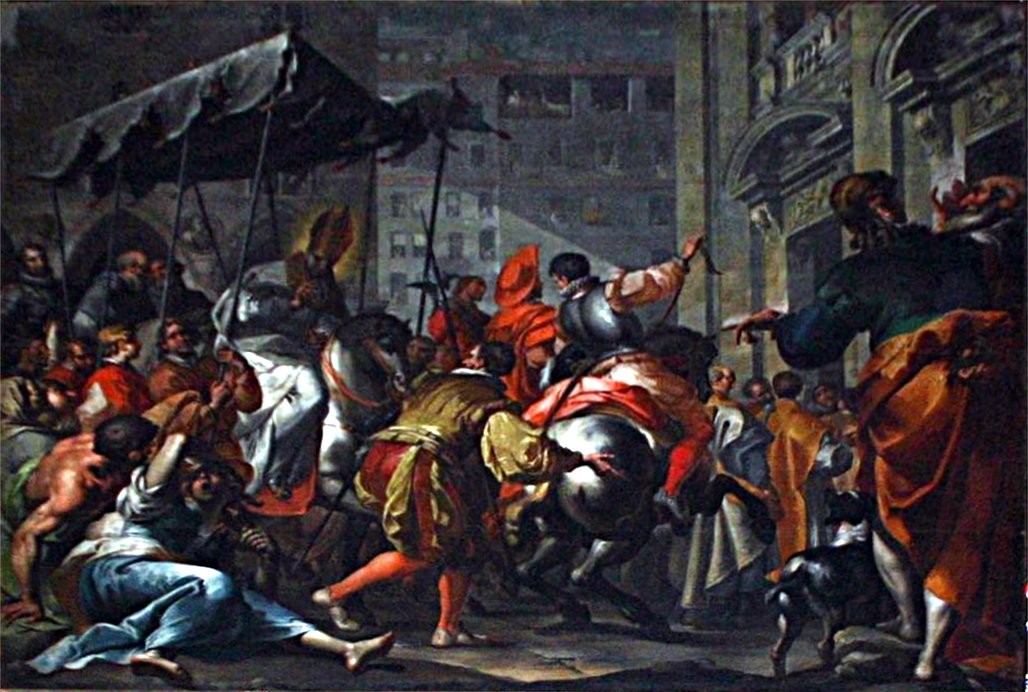

Filippo Abbiati (Milan, 1640 - Milan, 1715) est un peintre italien, qui figure, avec Andrea Lanzani et Stefano Maria Legnani, parmi les plus importants peintres milanais du maniérisme de l'école lombarde.

## Biographie
Élève de Carlo Francesco Nuvolone, dont il reprit le touche fluide et le goût des arrières spacieux et lumineux, et ensuite de Antonio Busca, il se forma en prévalence sur l’étude de la première peinture du XVIIe siècle lombard, de Cerano et Procaccini ; en développant la connaissance du baroque romain jusqu’à atteindre les premières manifestations du rococo, de la peinture vénitienne de Federico Bencovich et Sebastiano Ricci, en influençant envers cette direction les élèves Pietro Maggi, Giuseppe Rivola et Alessandro Magnasco.
Abbiati développa une abondante production surtout à Milan et ses alentours mais les notices sur sa vie sont peu nombreuses. En 1671 il produit une toile – perdue – pour l’église milanaise de Santa Maria del Carmine et une autre, encore perdue, pour l’École de San Giovanni à Murano, près de Venise, tandis qu'un voyage à Rome avant de 1674 a été supposé pour expliquer les influences de la peinture romaine sur sa toile du Bienheureux Ptolémée, conservée dans l’église milanaise de San Vittore al Corpo.
Au sanctuaire de la Beata Vergine dei Miracoli à Saronno il peignit en 1677 le retable de la Prédication de saint Jean-Baptiste, peut-être en collaboration avec Luca Borromeo, et un David ; en 1688 il y peindra aussi  La chute de la manne.
En 1680 lui sont commissionnées trois toiles pour l’église de San Sebastiano à Milan.
Ses chefs-d’œuvre sont considérés les fresques dans l’église de Sant’Alessandro, exécutées du 1683 au 1696 en collaboration avec  Federico Bianchi, où n’est pas facile de distinguer l’œuvre des deux peintres. En tant il peint Le concile d’Éphèse pour l’église de Santa Maria del Carmine et les 31 toiles des Scènes de la vie de saint Laurent pour la Cathédrale de Novara.
En 1700 il obtint des paiements pour ses contributions aux cérémonies funéraires en honneur de l’empereur Charles II. Vers cette année il peint pour l’église milanaise de Sant’Antonio les Scènes de la vie de saint Andrea Avellino, le Saint Antoine convertit un hérétique, le Saint Pierre martyre démasque une fausse Madone et le Miracle de la mule, ces deux derniers conservés actuellement au Musée Diocésain de Milan.
Sa dernière activité n’est pas documentée.
Il participa également au cycle monumental Quadroni di San Carlo du dôme de Milan avec le tableau Il solenne ingresso di San Carlo in Milano.

## D'autres œuvres
- Avignon, musée Calvet : Apparition de la Vierge dans une assemblée d'évêques, lors du concile d'Éphèse (esquisse préparatoire), huile sur toile, 55 × 66 cm, 1683-85
- Milan, Ospedale Maggiore : Portrait de Filippo Pirogalli, vers 1677
- Milan, pinacothèque de Brera : Autoportrait
- Morbio Inferiore, Suisse, basilique de Santa Maria dei Miracoli : La Naissance de Marie, vers 1680
- Pavia, église de Santa Maria del Carmine : L’Apparition de la Vierge au pape Honorius III
- Pavie, cathédrale : Saint Siro devant le pape
- Pavie, chartreuse : David ; Moïse ; saint Augustin
- Pavie, Museo civico : Christ porte-croix
- Quatre Saints couronnés

De ses dessins sont conservés dans la Pinacoteca Carrara de Bergame et dans la Biblioteca Ambrosiana de Milan.